# Ztracené světlo
Ztracené světlo je devátým románem ze série knih s detektivem Harrym Boschem amerického spisovatele detektivních knih Michaela Connellyho. Je to první román s Boschem, v němž je použito vyprávění v první osobě. Všechny předchozí knihy v sérii používají vyprávění ve třetí osobě.

## Děj knihy
Ztracené světlo je první knihou, která se odehrává po Boschově odchodu z LAPD do výslužby na konci předchozího románu. Bosch získal licenci soukromého vyšetřovatele a pouští se do starého případu vraždy filmové produkční asistentky, ke které došlo během natáčení filmu. Během vyšetřování se dostane do kontaktu se svou bývalou ženou Eleanor Wishovou, která se nyní věnuje dráze profesionální pokerové hráčky v Las Vegas. Na konci knihy se Bosch dozví, že má společně s Eleanor malou dceru.
V jedné části se v knize objevuje část básně z knihy „Exile’s Letter“ od Ezry Pounda:
"K čemu je mluvení a mluvení nikdy nekončí. V srdci věci nikdy nekončí."

## CD
První pevné vydání Ztraceného světla obsahuje CD s jazzovou hudbou, kterou poslouchá Harry Bosch. Je zde hudba Arta Peppera, Sonnyho Rollinse a Johna Coltranea.